# London-Marathon 2002
| 22. London-Marathon    | 22. London-Marathon            |
| ---------------------- | ------------------------------ |
| Stadt                  | London, Vereinigtes Königreich |
| Datum                  | 14. April 2002                 |
| Distanz                | 42,195 Kilometer               |
| Sieger                 |                                |
| Männer                 | Khalid Khannouchi (2:05:38 h)  |
| Frauen                 | Paula Radcliffe (2:18:56 h)    |
| ← London-Marathon 2001 | London-Marathon 2003 →         |
| Website                | Offizielle Website             |

Der London-Marathon 2002 (offiziell: Flora London Marathon 2002) war die 22. Ausgabe der jährlich stattfindenden Laufveranstaltung in London, Vereinigtes Königreich. Der Marathon fand am 14. April 2002 statt.
Bei den Männern gewann Khalid Khannouchi in 2:05:38 h, bei den Frauen Paula Radcliffe in 2:18:56 h.

## Ergebnisse

### Männer
| Platz | Athlet                | Land                   | Zeit (h) |
| ----- | --------------------- | ---------------------- | -------- |
| 01    | Khalid Khannouchi     | Vereinigte Staaten     | 2:05:38  |
| 02    | Paul Tergat           | Kenia                  | 2:05:48  |
| 03    | Haile Gebrselassie    | Äthiopien              | 2:06:35  |
| 04    | Abdelkader El Mouaziz | Marokko                | 2:06:52  |
| 05    | Ian Syster            | Südafrika              | 2:07:06  |
| 06    | Stefano Baldini       | Italien                | 2:07:29  |
| 07    | António Pinto         | Portugal               | 2:09:10  |
| 08    | Mark Steinle          | Vereinigtes Königreich | 2:09:17  |
| 09    | Tesfaye Jifar         | Äthiopien              | 2:09:50  |
| 10    | Mohammed El Hattab    | Marokko                | 2:11:50  |

### Frauen
| Platz | Athletin           | Land                   | Zeit (h) |
| ----- | ------------------ | ---------------------- | -------- |
| 01    | Paula Radcliffe    | Vereinigtes Königreich | 2:18:56  |
| 02    | Svetlana Zacharova | Russland               | 2:22:31  |
| 03    | Ljoedmila Petrova  | Russland               | 2:22:33  |
| 04    | Reiko Tosa         | Japan                  | 2:22:46  |
| 05    | Susan Chepkemei    | Kenia                  | 2:23:19  |
| 06    | Joyce Chepchumba   | Kenia                  | 2:26:53  |
| 07    | Silviya Skvortsova | Russland               | 2:27:07  |
| 08    | Zinaida Semyonova  | Russland               | 2:27:45  |
| 09    | Derartu Tulu       | Äthiopien              | 2:28:37  |
| 10    | Shitaye Gemechu    | Äthiopien              | 2:28:58  |